# Památník Okřídlený lev
Památník Okřídlený lev od britského sochaře Colina Spoffortha stojí v Praze na Klárově. Památník byl odhalen 17. června 2014. Je věnován československým letcům, kteří za druhé světové války působili v Britském královském letectvu a z nichž mnozí se účastnili bitvy o Británii.

## Historie

### Iniciace vzniku památníku

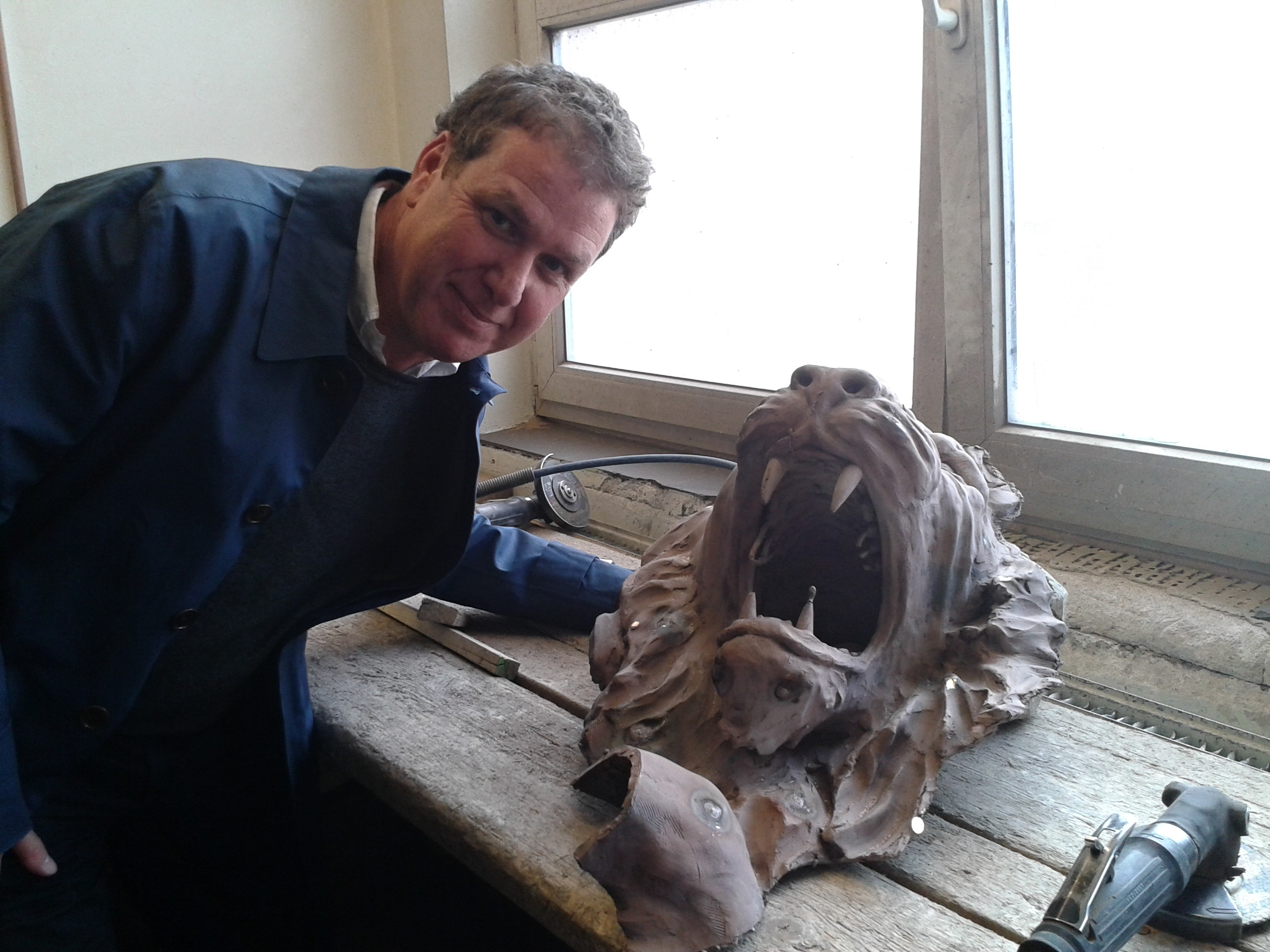
Euan Edworthy v Horní Kalné

Památník Okřídlený lev je především darem britské komunity žijící v Česku a na Slovensku, v rámci které bylo získáno 99 % prostředků (cca tři miliony korun). Přispěli ale také čeští občané, firmy i jednotlivci. O vznik památníku se velmi zasloužil Euan Edworthy, který v Čechách už léta žije a jehož otec sloužil v Královském letectvu.

### Odhalení pomníku
Pomník byl 17. června 2014 odpoledne (přesně v 17:06) slavnostně odhalen britským poslancem parlamentu Nicholasem Soamesem, vnukem Winstona Churchilla. Slavnostní odhalení pomníku na Klárově doprovodila hudba Royal Air Force a sbor královských bubeníků a dudáků. Akce se zúčastnilo osm válečných veteránů, bývalých československých příslušníků RAF. Po odhalení památníku přeletěl nad Prahou legendární stíhací letoun Spitfire , používaný československými piloty ve Velké Británii.

## Podoba památníku
Dvoumetrový bronzový okřídlený lev je dílem britského sochaře Colina Spoffortha.  Lva do bronzu odlila umělecká slévárna v Horní Kalné v Podkrkonoší. Lev je umístěn na betonovém podstavci pokrytém českou žulou. Kruhový podstavec při pohledu shora vypadá jako znak  československého vojenského letectva. Oplátování a nýtování na obou jeho bocích má napodobovat plášť letadla.

### Hodnocení umělecké kvality památníku
K umělecké hodnotě okřídleného lva i jeho umístění na soklu se objevila řada negativních hodnocení. Kritizována je absence soutěže a posouzení vzhledu odbornou komisí, symbolická a ikonografická podoba, poukazováno je na nízkou úroveň autorovy tvorby i samotnou výtvarnou úroveň díla (nepovedené dílo, špatně modelované, paskvil).

### Odhalení pomníku (fotogalerie)

Slavnostní odhalení památníku
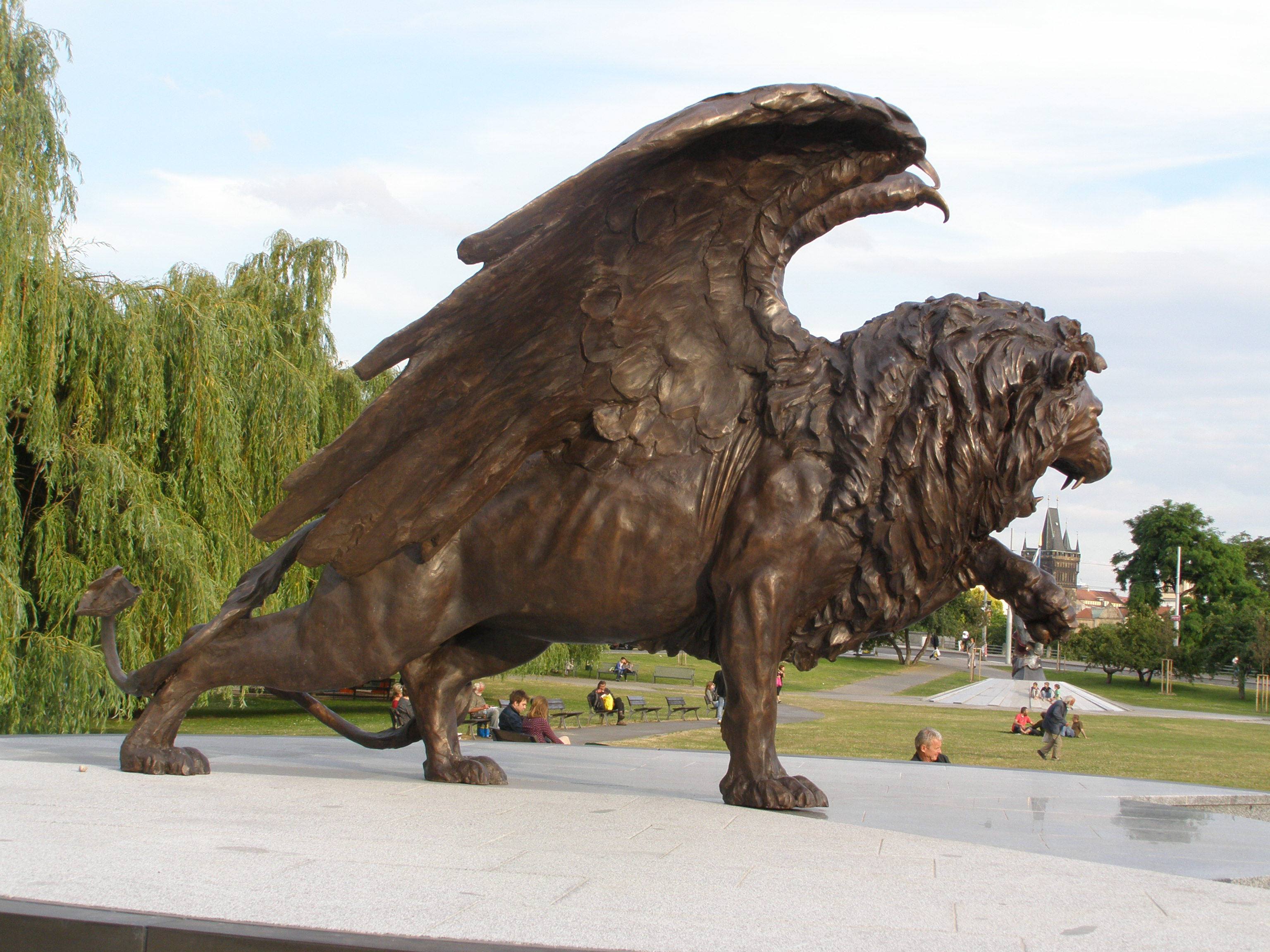
Detailní pohled zleva
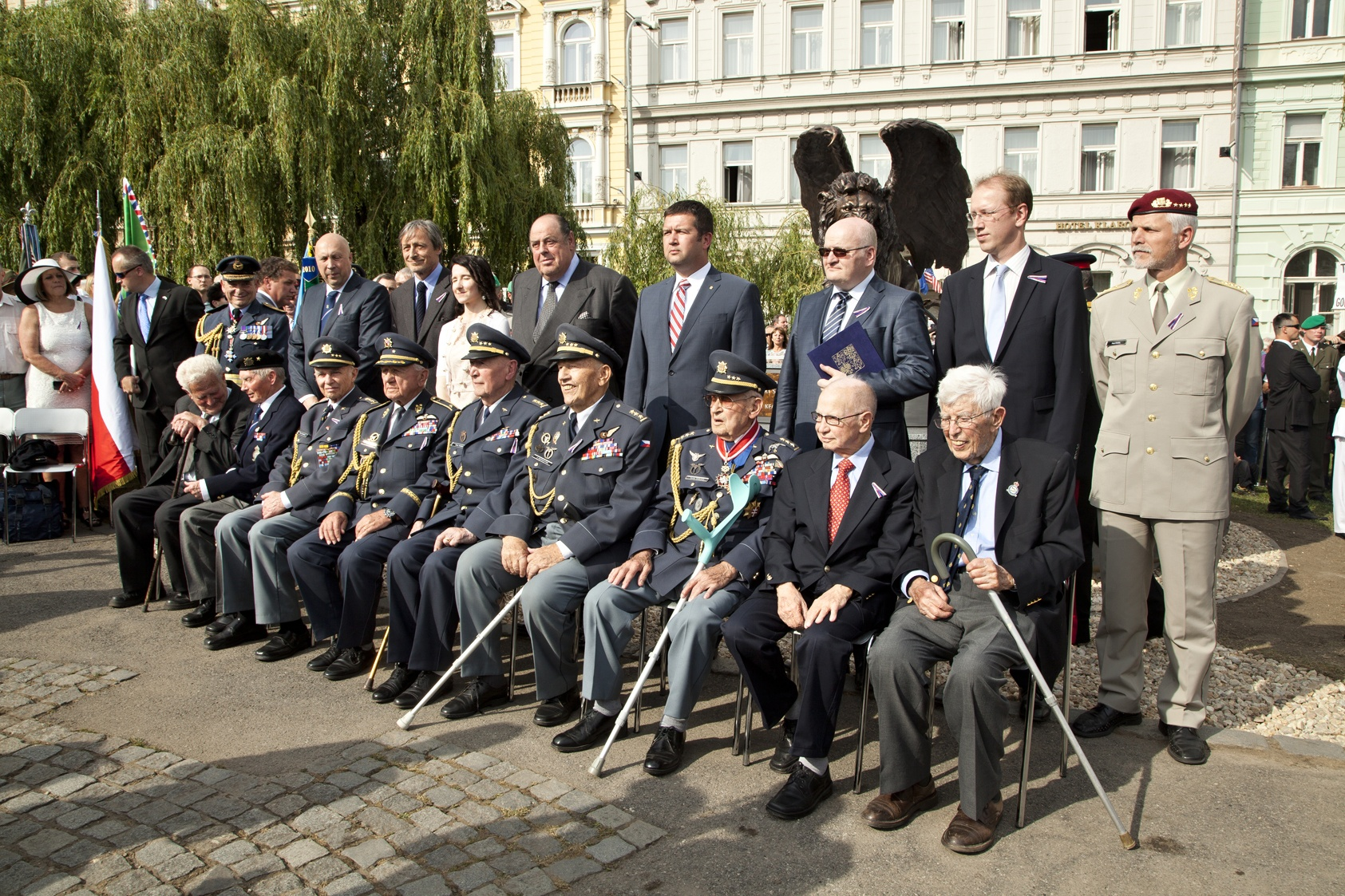
Slavnostní odhalení
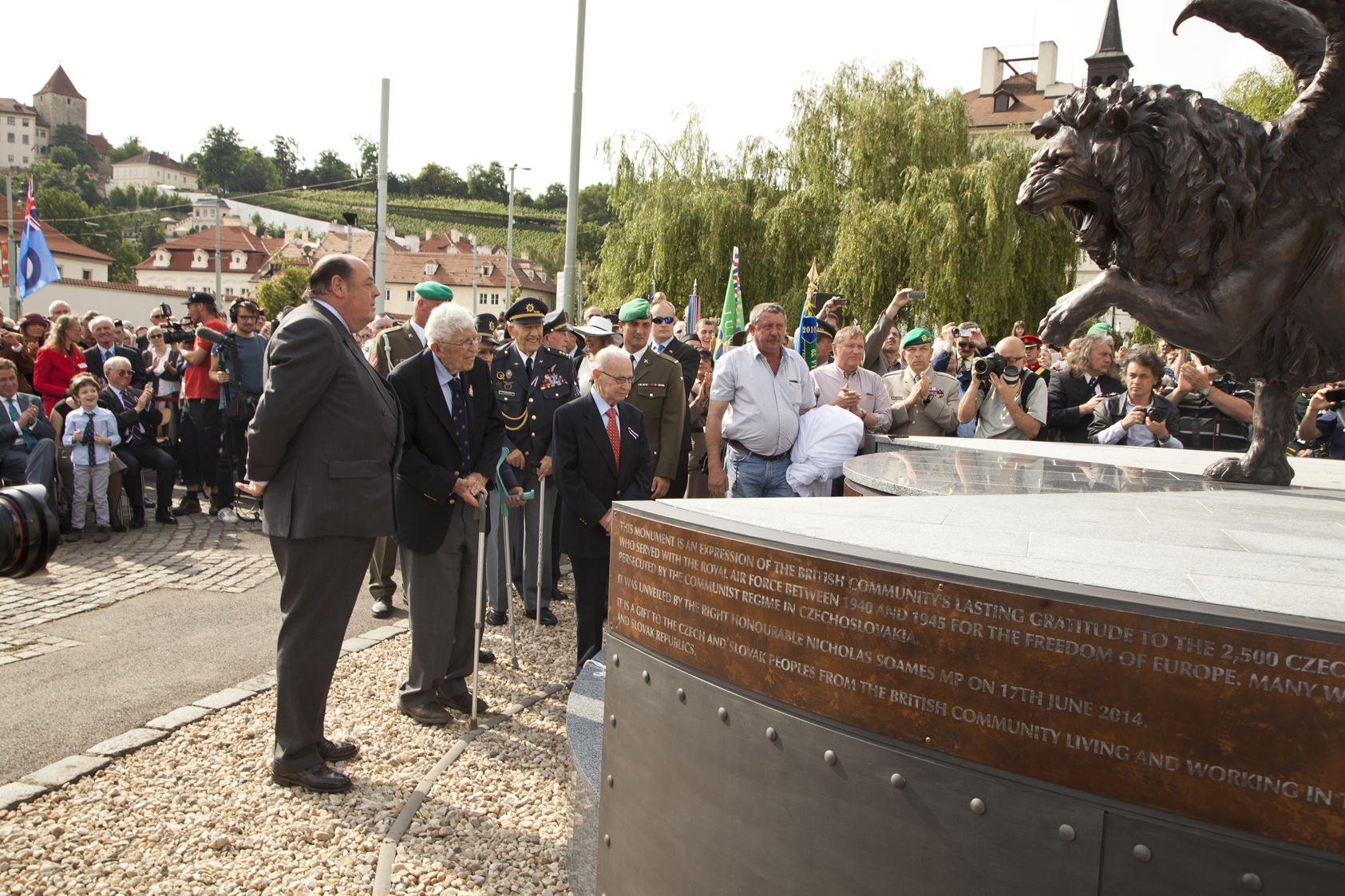
Slavnostní odhalení
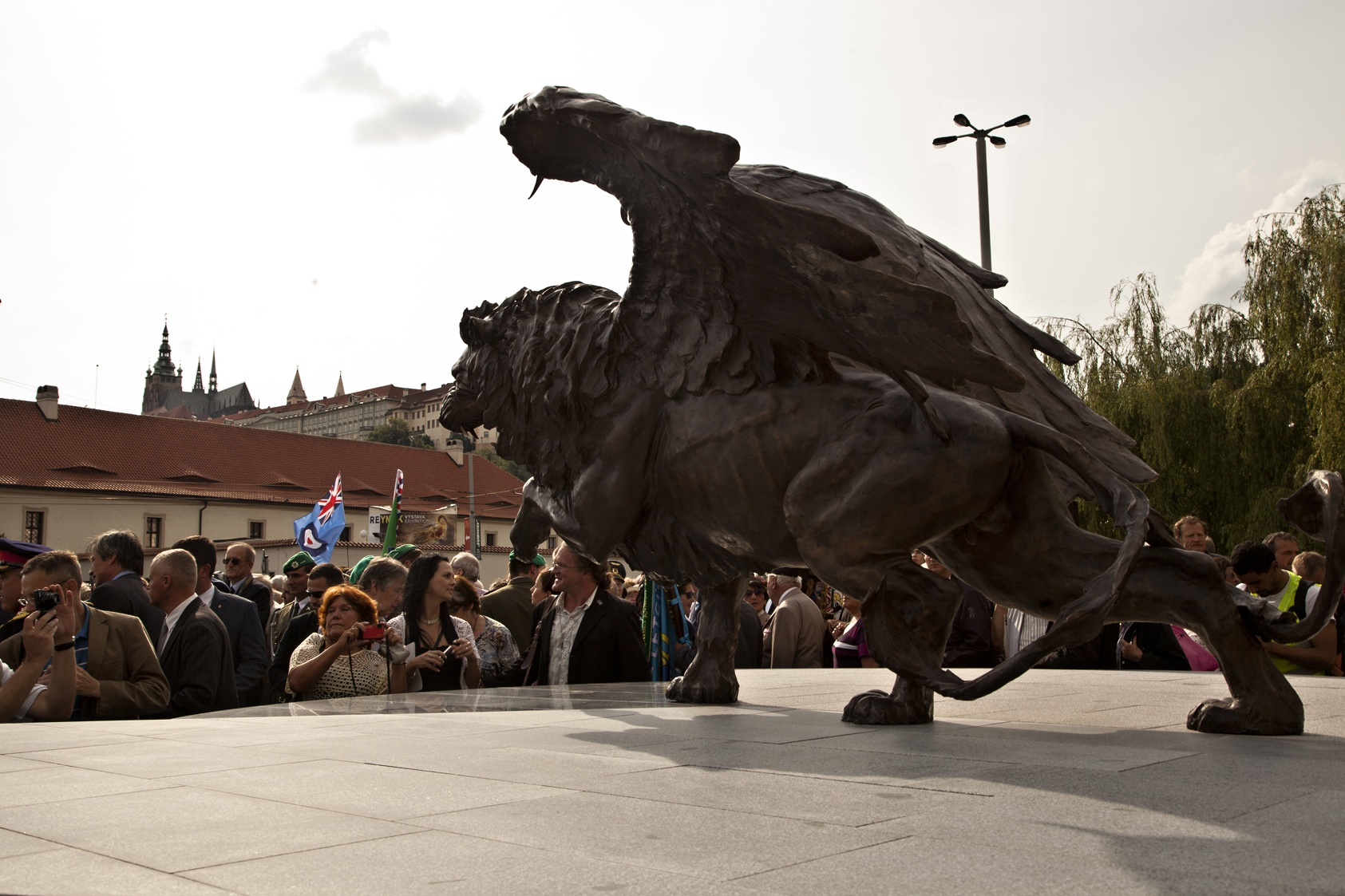
Detailní pohled zprava

### Spory o pomník
Umístění památníku i monumentálnost díla byly trnem v oku magistrátních památkářů. Spory Prahy 1 s magistrátem tak provázely památník od jeho počátku. Byl napadán postup Prahy 1 a britského velvyslanectví. O povolení prý požádaly obě instituce pozdě a bez dostatečné diskuse. Také nereflektovaly na nabídky jiných lokalit v centru Prahy. Magistrátní památkáři argumentovali i tím, že v parčíku na Klárově již jeden památník existuje (pomník 2. odboje (1938–1945) od Vladimíra Preclíka). Dne 5. listopadu 2014 pokutovali (pokuta ve výši 150.000 korun) Prahu 1 za porušení zákona s odůvodněním, že Praha 1 neměla povolení památkářů pro umístění sochy.  Dne 17. června 2015 (přesně po roce od odhalení památníku) potvrdila mluvčí Prahy 1, že Praha 1 pokutu zaplatila a pomník definitivně zůstane na Klárově. Původní záměr odstranit památník (dle nařízení pražského magistrátu) byl eliminován kladným postojem ministerstva kultury. 
"Národní památkový ústav rozhodl, že pomník nenarušuje prostředí pražské památkové rezervace."
Patrik Košický, vrchní ředitel kabinetu ministra kultury, 

### Doplnění plakety
Nadace memoriálu Okřídleného lva v pondělí dne 13. listopadu 2017 slavnostně odhalila nový podstavec památníku na pražském Klárově. Monument tak nově nese jména všech 2507 československých vojáků a vojákyň, kteří sloužili v Královském letectvu (RAF) během druhé světové války. Na plaketě jsou uvedeny i kompletní hodnosti letců a symboly kříže vedle jmen těch, kteří padli v boji. Na financování výroby pamětní plakety se podílely české asociace a obchodní společnosti.

### Oslavy stého výročí založení československého letectva

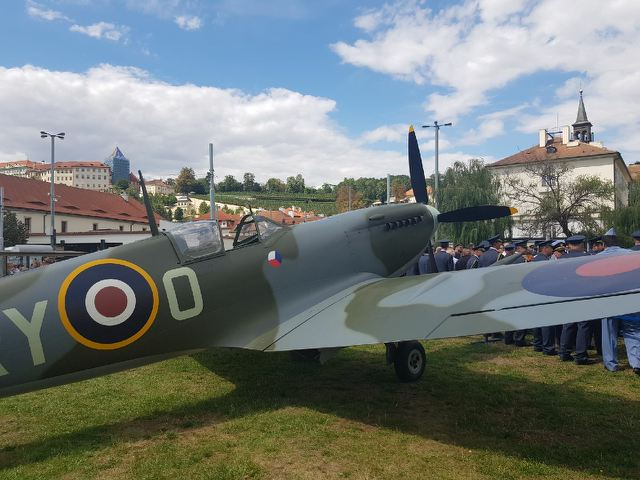
Maketa Supermarine Spitfire na pražském Klárově

Dne 14. srpna 2018 se u památníku Okřídleného lva na pražském Klárově konala akce, která měla připomenout sto let, které uplynuly od založení československého letectva. Akce se účastnili (mimo jiné) velitel vzdušných sil armády České republiky (AČR) brigádní generál Petr Hromek, stíhací pilot RAF generálmajor Emil Boček a letecký maršál z RAF David Cooper. U památníku byla prezentována nelétající maketa letounu Supermarine Spitfire (v měřítku 1:1), kterou sestavili členové klubu Czech Spitfire Club.

## Památníky na území Prahy

Památníky věnované československým letcům v Praze
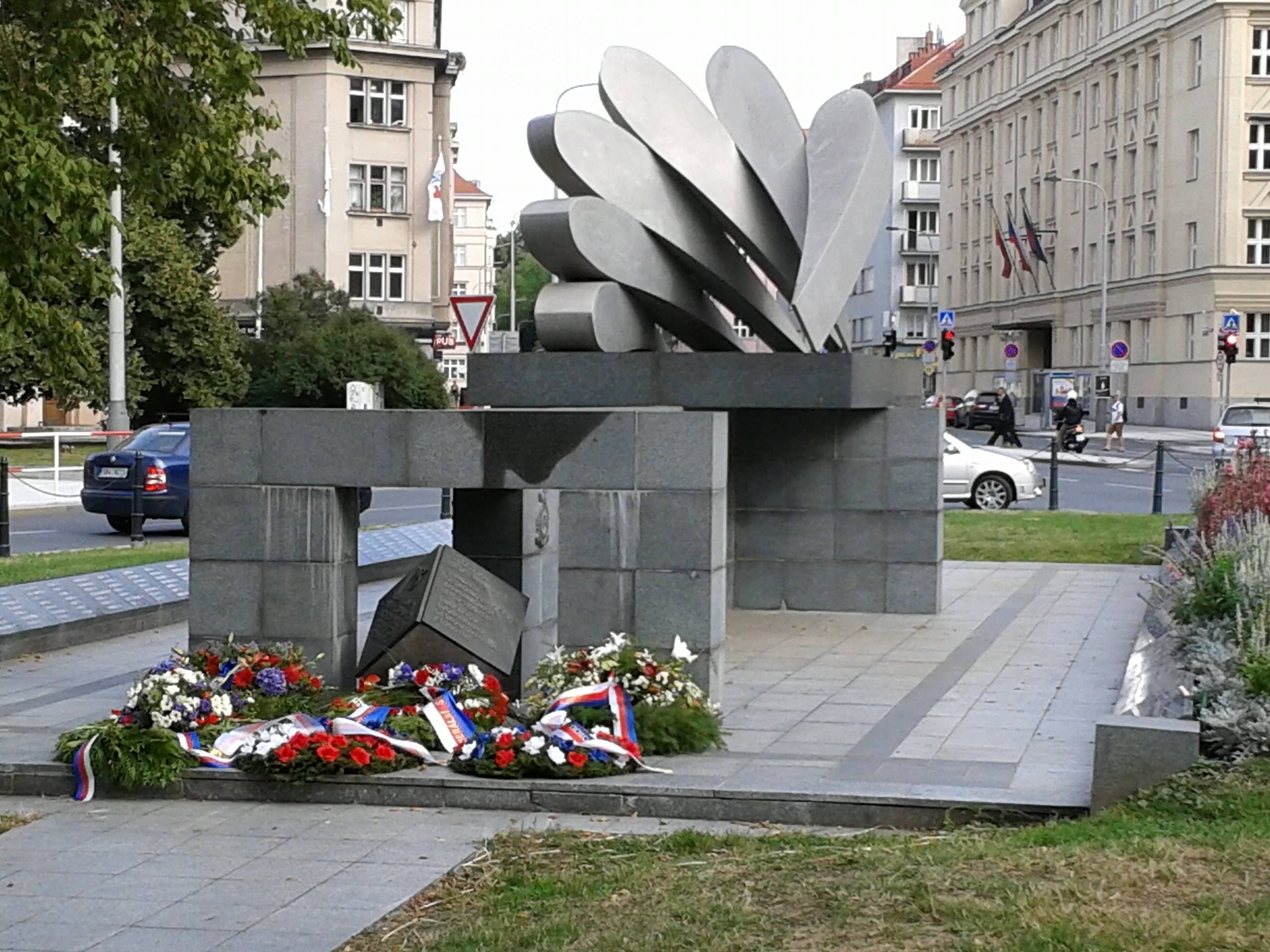
Památník padlých československých letců v letech 1939 – 1945; Praha – Bubeneč, (autor František Bělský, 1995)
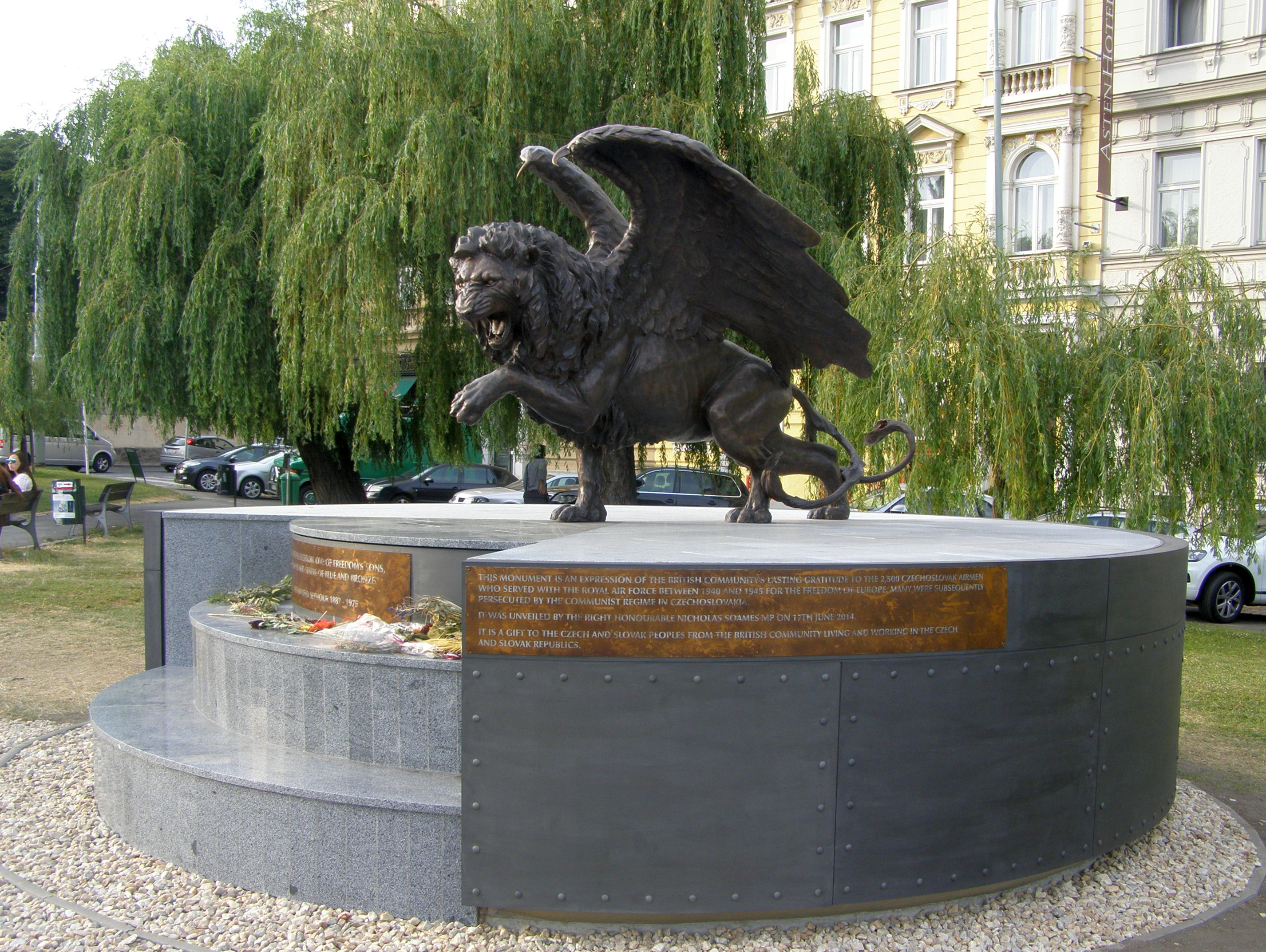
Památník Okřídlený lev; Praha – Klárov (2014)
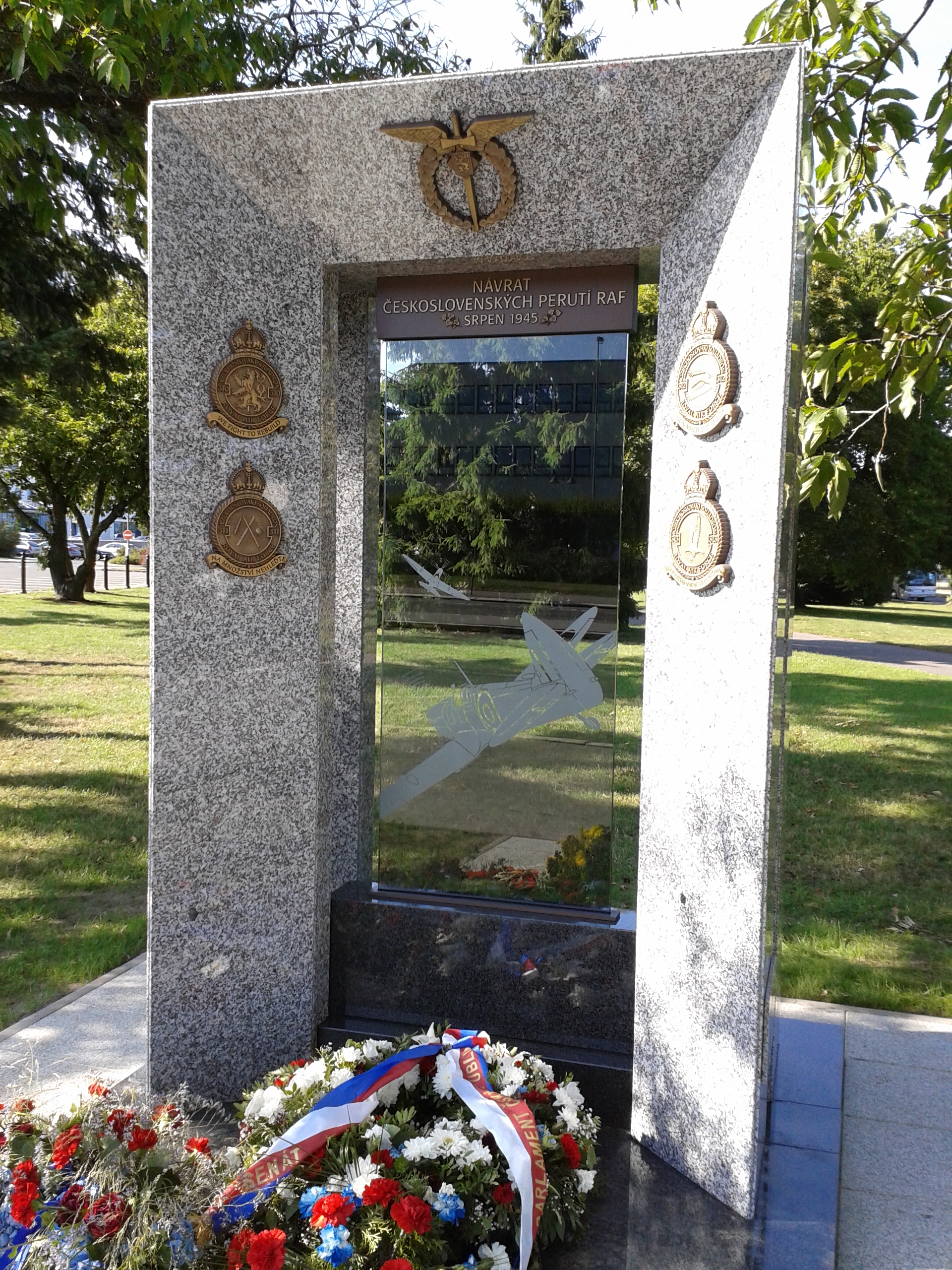
Památník 70. výročí návratu československých perutí RAF; Praha – Ruzyně (2015)